# Tour Chiayi
La tour Chiayi (ou Tour du tir au soleil, en chinois traditionnel : 射日塔 ; pinyin : shè rì tǎ, aussi désigné en anglais : Sun-Shooting Tower) est une petite tour de 62 mètres située dans la ville de Chiayi, à Taiwan.

## Histoire et construction

### Architecture
Cette petite tour est d’architecture sphérique.

### Entrée
L’entrée de cette structure est décorée par deux panthères nébuleuses aussi appelés « gardiens de Taïwan » ; ces deux panthères symbolisent aussi le dieu tutélaire de Formose. 
Le sous-sol de cette tour est en fait le sanctuaire original des martyrs, où se trouvent des plaques sur lesquelles sont gravés les noms de ceux-ci.

### Historique indigène
Cette tour a été inspirée des arbres géants des montagnes d'Alishan avec des bandes d'aluminium en brun représentant la texture extérieure des arbres. À 40 mètres de haut en plein milieu de la tour se trouve une très grande sculpture de six millimètres d'épaisseur, de trois mètres de large et 24 mètres de haut au milieu de la tour, et une sculpture en bronze qui provient du « mythe du tir au soleil » des peuples indigènes taïwanais. Ce mythe chante l'héritage des êtres humains, tout en montrant la volonté d'aller de l'avant dans le futur ; c'est un message aux connotations positives à la fois en terme d'éducation et de relations sociales.

### Extérieur
La ligne d’horizon à 40 mètres de haut se voit et représente une fissure dans l’arbre sacré.
L'étage le plus haut est constitué d’un café, d’une terrasse et d’une vue panoramique. 

### L'intérieur de la tour
La tour de 40 mètres de hauteur tire son nom d’un nom aborigène : She Ri Ta, traduit en anglais par « Sun-Shooting Tower ». 
Cette structure est réellement fondée sur les légendes autochtones locales et l’emplacement actuel de la tour était autrefois un autel pour le festival des récoltes du peuple aborigène pingpu.
Au total, cette tour rassemble 12 étages. 

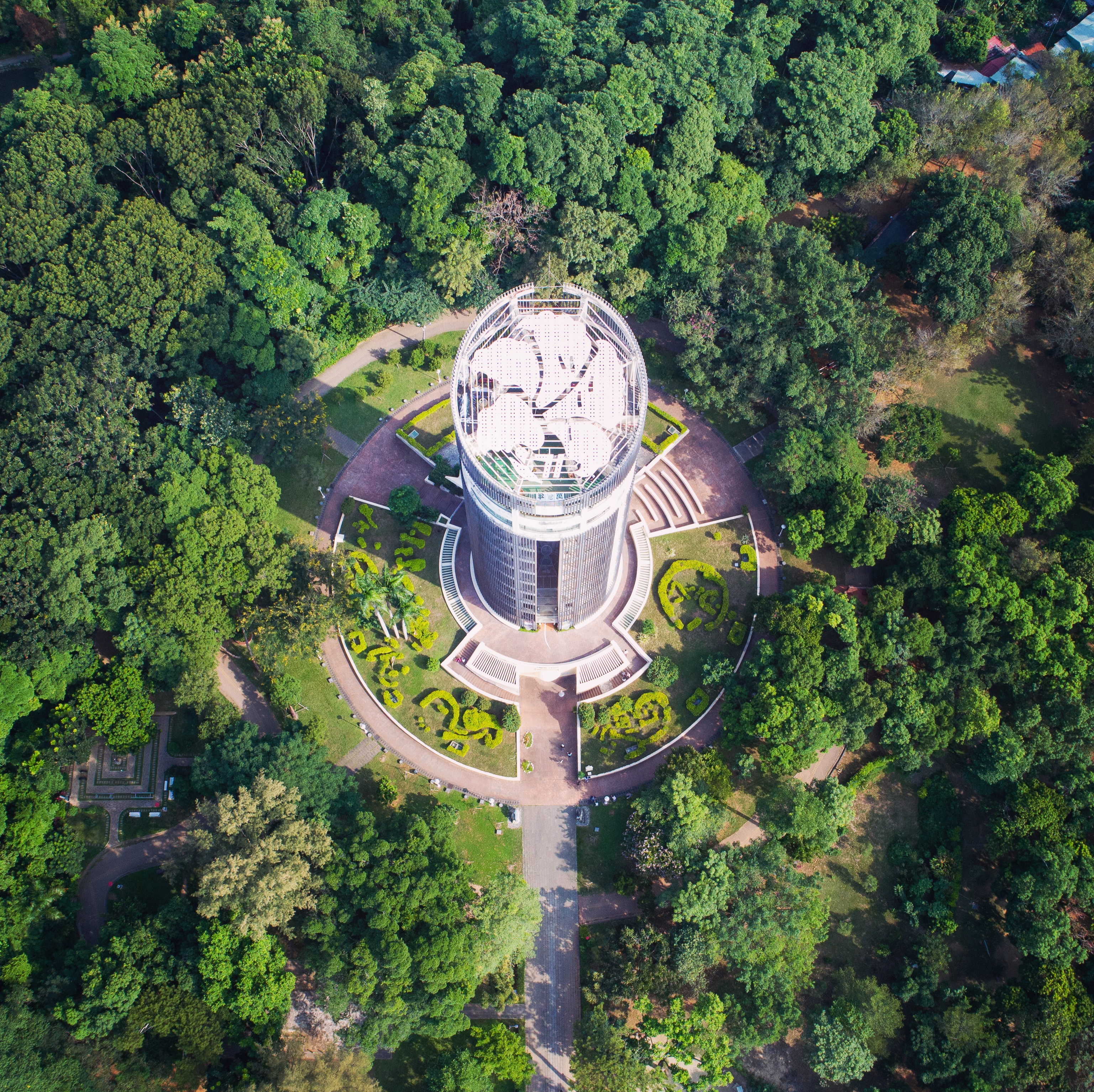

## Parc
Cette tour moderne est située en plein cœur du parc Chiayi.
Dans cette aire naturelle se situent de nombreuses ruines historiques dont le sanctuaire des martyrs.